# بی‌رحم (فیلم ۲۰۱۷)
بی‌رحم (انگلیسی: The Merciless) یک فیلم جنایی اکشن محصول سال ۲۰۱۷ کره جنوبی به کارگردانی بیون سونگ هیون و با بازی سول کیونگ-گو و ایم شی‌وان است. این فیلم در ۱۷ مه ۲۰۱۷ در کره جنوبی منتشر شد. بی‌رحم در هفتادمین جشنواره فیلم کن در ۲۴ مه ۲۰۱۷ به نمایش درآمد.

## بازیگران
- سول کیونگ-گو در نقش جه هو
- ایم شی‌وان در نقش هیون سو
- کیم هی وون در نقش بیونگ گاب
- جئون هه-جین در نقش چون این سوک
- لی گیونگ-یونگ در نقش بیونگ چول
- جانگ این سوب در نقش مین سول
- کیم جی هون در نقش جونگ شیک
- لی جی-هون در نقش دادستان عمومی اوه
- چوی بیونگ-مو در نقش کاپیتان چوی
- مون جی یون در نقش یونگ گون
- نام گی ئه در نقش مادر هیون سو
- جین سون کیو در نقش رئیس بخش امنیت زندان

### حضور ویژه
- هو جون هو در نقش کیم سونگ هان

### حضور افتخاری
- شین سو یول
- کیم بو-می
- لی می سو
- کیم سونگ-اوه در نقش جونگ سونگ پیل